# Daniel Martin (Gouverneur)
Daniel Martin (* um 1780 im Talbot County, Maryland; † 8. Juli 1831 ebenda) war ein US-amerikanischer Politiker und von 1829 bis 1830 sowie 1831 Gouverneur des Bundesstaates Maryland.

## Frühe Jahre und Aufstieg
Das genaue Geburtsdatum von Daniel Martin ist nicht bekannt. Es wird aber angenommen, dass er um 1780 geboren wurde. Er besuchte das St. Johns College in Annapolis. Zwischen 1813 und 1820 war er Mitglied im Repräsentantenhaus von Maryland. Politisch schloss er sich der damals entstehenden Whig Party an. Am 4. Januar 1829 wurde er von der Legislative von Maryland zum neuen Gouverneur gewählt.

## Gouverneur von Maryland
Martins erste Amtszeit als Gouverneur lief zwischen Januar 1829 und Januar 1830. In dieser Zeit setzte er sich für einen Personalabbau im öffentlichen Dienst und eine Verbesserung der Infrastruktur ein. Dazu gehörte vor allem der Ausbau der Wege und Wasserstraßen. Gleichzeitig befürwortete er eine Verbesserung des Schulsystems. Im Januar 1830 bewarb er sich erfolglos um seine Wiederwahl. Ein Jahr später wurde er dann aber doch erneut in dieses Amt gewählt. In seiner zweiten Amtszeit, die am 13. Januar 1831 begann, wurde der Strafvollzug reformiert. Nach einer schweren Erkrankung starb Gouverneur Martin dann im Amt. Mit seiner Frau Mary Clare Maccubbin hatte er vier Kinder.